# Samuel George Morton
Aquest autor és citat en taxonomia animal amb el nom «Morton».
Samuel George Morton (1799-1851) fou un metge estatunidenc versat en ciències naturals.
Morton nasqué a Filadèlfia (Pennsilvània) i obtingué el seu diploma de metge a la Universitat de Pennsilvània el 1820. Després d'obtenir un diploma d'estudis aprofundits a la Universitat d'Edimburg (Escòcia), començà a exercir a Filadèlfia el 1824. Entre el 1839 i el 1843 fou professor d'anatomia a la Universitat de Pennsilvània.
Durant el període entre el 1823 i el 1851, Morton escrigué sobre temes variats. El 1828 escrigué Geological Observations, i el 1834 escrigué Synopsis of the Organic Remains of the Cretaceous Group of the United States i Illustrations of Pulmonary Consumption. El seu primer assaig mèdic, sobre l'ús de la cornina per tractar la febre intermitent, fou publicat al Philadelphia Journal of the Medical and Physical Sciences el 1825. La seva bibliografia també inclou Hybridity in Animals and Plants (1847), Additional Observation on Hybridity (1851) i An Illustrated System of Human Anatomy (1849).
George Samuel Morton és sovint considerat el fundador de l'"Escola Americana" d'etnografia, una escola de pensament científic estatunidenc d'abans de la Guerra de Secessió que dividia el gènere humà en diverses espècies en lloc de races, i que és considerat generalment com l'origen del racisme científic. Els adeptes de Morton, en particular Josiah C. Nott i George Gliddon en el seu monumental homenatge al treball de Morton, Types of Mankind (1854), impulsaren les idees de Morton i sostingueren que les seves conclusions arribaven a la noció de poligenisme humà. Morton mateix fou reticent a l'hora de donar explícitament suport a aquesta noció, car contradeia el mite bíblic de la creació. Morton declarà que podia determinar la capacitat intel·lectual d'una raça segons la talla del crani. Un crani gros implicava un cervell gros i destacades capacitats intel·lectuals, mentre que un crani petit indicava un cervell petit i poques capacitats intel·lectuals. Morton recollí centenars de cranis humans d'arreu del món. Estudiant-los, distingí a quin punt un individu deixava de ser de raça blanca i a quin punt començaven els negres. Morton, que tenia molts cranis de l'antic Egipte, arribà a la conclusió que els antics egipcis no eren africans sinó de raça blanca. Els seus dos grans monogràfics sobre el tema foren Crania Americana (1839), An Inquiry into the Distinctive Characteristics of the Aboriginal Race of America i Crania Aegyptiaca (1844).